# Journal of the College of Science, Imperial University of Tokyo
Journal of the College of Science, Imperial University of Tokyo (abreviado J. Coll. Sci. Imp. Univ. Tokyo) fue una revista ilustrada con descripciones botánicas que fue editada por la Universidad Imperial de Tokio. Se publicaron 45 números en los años 1898-1925.